# Yūzō Toyama
Yūzō Toyama (jap. 外山 雄三, Toyama Yūzō; * 10. Mai 1931 in Ushigome-ku, Tokio (heute: Shinjuku, Tokio), Japan; † 11. Juli 2023) war ein japanischer Komponist und Dirigent.

## Biografie
Sein Studium der Komposition absolvierte er an der Tokyo National University of Fine Arts and Music. 1950 erhielt er den zweiten Preis für das Kammermusikwerk Trois Pieces Caracteristiques pour Clarinette, Basson et Piano bei der 20th Music Competition of Japan. 1952 graduierte er und sammelte Erfahrung als Dirigent mit dem NHK-Sinfonieorchester, bei dem er 1956 als hauptamtlicher Dirigent angestellt wurde. Unmittelbar danach ging er für zwei Jahre nach Wien und vervollständigte sein Dirigier-Studium. Während dieser Zeit nahm er auch an Meister-Kursen von Erich Leinsdorf am Salzburger Mozarteum teil.
Während der Welt-Tournee des NHK-Sinfonieorchesters 1960 präsentierte er sowohl sein Können als Dirigent als auch als Komponist, denn auf dem Programm stand auch seine Rhapsody for Orchestra. Weitere Orchesterreisen gingen 1966 durch Nord- und Südamerika und 1979 durch Südost-Asien, die allesamt Anerkennung fanden. So wurde er 1968 nach Moskau eingeladen, um sein Violoncello-Konzert mit dem Solisten Mstislav Rostropowitsch zu dirigieren. Etwa um die gleiche Zeit wurde zunächst in Australien seine Ballett-Musik Yugen aufgeführt und wurde dann in europäischen Städten (London, Paris und Brüssel) wiederholt.
Er dirigierte führende japanische Orchester, das Philharmonie-Orchester Osaka, Sinfonieorchester Kyōto (1967–1971) und Philharmonieorchester Nagoya. Ab 1989 war er neben seiner hauptamtlichen Tätigkeit beim NHK-Sinfonieorchester auch musikalischer Direktor des Sendai Philharmonie Orchesters. Ferner war er musikalischer Berater des Philharmonie-Orchesters Osaka. Zahlreiche nationale und internationale Auszeichnungen und Preise wurden ihm zuerkannt.
Seine Verdienste um die Aufführung von Opern europäischer Komponisten in Japan sind sehr groß. So führte er erfolgreich Benjamin Brittens Peter Grimes, The Rape of Lucretia, The Turn of the Screw und Francis Poulencs Dialogues des Carmelites auf, ebenso wie Akira Miyoshis Oper Hasekura Tsunenaga oder To-I Ho.
Dennoch blieb er auch als Komponist sehr aktiv und sein Œuvre umfasst mehr als 225 Werke in nahezu allen Genres.
Er starb am 11. Juli 2023 im Alter von 92 Jahren.

## Werke

### Werke für Orchester
- 1953 Berceuse
- 1960 Rhapsody for Orchestra
- 1961 Divertimento for Orchestra
- 1964 Rhapsody on an Okinawan Melody
- 1966 Symphonie „Heimkehr“ (Nr. 1)
- 1967 Concerto for Cello and Orchestra
- 1982 Symphonic Poem „Matsura“
- 1983 Fantasia Kyoto
- 1992 Concerto for Harp and Orchestra
- 1996 Songs by the poetry of Kazue Shinkawa für Sopran und Orchester
- 1999 Symphonie Nr. 2
- Dance of the Celestials
- Little Symphony
- Suite from the Ballet „Yugen“
  1. Tanz der Männer
  2. Tanz der Himmlischen
- Yagibushi

### Werke für Blasorchester
- 1990 (Pub.) Rhapsody for Band (Arr. - Gemba Fujita)

### Bühnenwerke
- 1965 Yugen Ballett

### Kammermusik
- 1964 Sonate für Geige und Klavier
- 1974 Lullaby for Cello and Piano
- 1982 Japanese Lyric Suite
- 1989 Passa tempo für 6 Hörner